# Adoxomyia rustica
Adoxomyia rustica är en tvåvingeart som först beskrevs av Osten Sacken 1877.  Adoxomyia rustica ingår i släktet Adoxomyia och familjen vapenflugor. Inga underarter finns listade i Catalogue of Life.